# Reithrodontomys musseri
Reithrodontomys musseri är en gnagare i släktet skördemöss som är endast känd från ett exemplar (stånd 2019).
Den enda undersökta individen har en kroppslängd (huvud och bål) av 62 mm och en svanslängd av 99 mm. Bakfötterna är 19 mm långa och öronen är 14 mm stora. Viktuppgifter saknas. Den lite ulliga pälsen är mörkbrun (sepia) på ovansidan, ockra vid kroppssidorna och ljusbrun (nästan vitaktig) på undersidan. Arten har påfallande små tänder.
Reithrodontomys musseri upptäcktes 1966 i bergstrakten Talamanca i centrala Costa Rica. Fyndplatsen ligger 3300 meter över havet. Regionen är täckt av fuktiga molnskogar och buskskogar.
Inget är känt om populationens storlek och möjliga hot. IUCN listar arten med kunskapsbrist (DD).